# Food Basket
Food Basket, en daarnaast Breadelicious, is in Suriname een concept van een  minisupermarkt in een zeecontainer. Het is in 2022 geïntroduceerd om armoede landelijk aan te pakken door basisgoederen tegen lage prijzen aan te bieden en kleine ondernemers van inkomen te voorzien.
Het concept werd bedacht door Julio Bhikharie. Hij is eigenaar van een meelmaatschappij en veevoerbedrijf en ontwikkelde naast de Food Basket ook Breadelicious. Hij introduceerde in de eerste helft van 2022 een Food Basket op het Veerplein in Meerzorg. Van hieruit worden basisproducten als aardappelen, bonen, kip, meel, pindakaas, rijst, suiker, uien en spijsolie verkocht. Met Breadelicious worden broodproducten als puntbroodjes en zoetigheden verkocht, waarbij het hele bakproces voor de klant is te volgen. De eerste Breadelicious werd in augustus 2022 in Apoera geopend door president Chan Santokhi; in maart 2023 kwam hier ook een Food Basket bij. Verder is er een Food Basket opgezet in Nickerie.
Het idee komt voort uit The Key Initiative Program dat Bhikharie schreef en aan de regering voorlegde. De bedoeling achter het concept is om de lokale gemeenschap te betrekken bij de distributieketen en om producten in eigen land te produceren waardoor ze niet meer geïmporteerd hoeven worden. In het programma wil hij een deel van de geïmporteerde producten vervangen, zoals van lokaal geproduceerde cassave voor tarwe in het geval van meel. Daarnaast wil hij importgoederen op eigen bodem laten produceren, zoals soja en maïs, maar ook vleesproducten zoals de gehele behoefte aan pluimvee. Omdat het om kleine ondernemingen gaat, zou het volgens hem veel werkgelegenheid opleveren.
In het eerste jaar zijn er zes Food Baskets uitgezet en is het de bedoeling dat ze in alle wijken van Paramaribo en in andere delen van het land komen te staan. In de achtergestelde wijken worden mensen gezocht die een Food Basket willen draaien. Hierdoor wordt klein ondernemerschap gestimuleerd en vallen tussenschakels zoals importeurs weg, evenals veel overheadkosten zoals voor marketing en gebouwen. De kosten per container zijn 20 duizend USD.
President Chan Santokhi roept medio 2024 als voorzitter van de Vooruitstrevende Hervormings Partij (VHP) ondernemers op om een Food Basket te runnen. De partij bied de voorraden op consignatiebasis aan en biedt een inkomen dat bestaat uit een vaste en variabele vergoeding. De VHP wil hiermee de zelfvoorzienendheid in de samenleving vergroten. Hij wil de toegang tot de voorziening in het binnenland verder uitbreiden. Sinds de vraag om een uitgebreider assortiment vanuit de bevolking, is in september 2024 de stap gemaakt naar een uitbreiding met lokale producten.

## Vouchers
Op 17 december 2024 lanceerde president een systeem van Food Basket-vouchers die kunnen worden verzilverd kunnen worden bij een supermarkt in Paramaribo om basisproducten te kopen. De vouchers hebben een waarde van duizend SRD en zijn bestemd voor kwetsbare huishoudens.

## Galerij
| Food Basket |  | Breadelicious |
| Food Basket |  | Breadelicious |